# Fuga di mezzanotte (saggio)
Fuga di mezzanotte è un libro di Billy Hayes e William Hoffer. Il libro descrive la vera storia del giovane statunitense Billy Hayes, che viene arrestato e incarcerato in Turchia per contrabbando di hashish e condannato prima a 4 anni e due mesi di prigione, e poi all'ergastolo.
Il libro ha ispirato l'omonimo film di successo del 1978, diretto da Alan Parker con Brad Davis nel ruolo di Hayes. Nonostante il grande successo ottenuto dalla pellicola cinematografica, lo stesso Hayes ha puntualizzato che alcune cose viste nel film in realtà non sono mai accadute e che il film ha descritto in modo esageratamente negativo la situazione delle carceri turche, ammettendo che anche lui stesso, nel libro, avesse forse enfatizzato troppo le vicende più crude avvenute in carcere.

## Edizioni
- (EN) Billy Hayes, William Hoffer, Midnight Express, 1ª ed., New York, Dutton, 1977, ISBN 0-525-15605-4. (Originale)
- Billy Hayes, William Hoffer, Fuga di mezzanotte, Corno(IS), 1978.
- Billy Hayes, William Hoffer, Fuga di mezzanotte, Newton Compton, 2007, ISBN 8854108065.